# Afrosison
Afrosison là chi thực vật có hoa trong họ Apiaceae.